# Sakkrekordok
A sakkrekordok tartalmazzák azokat a rekordokat, amelyeket a Nemzetközi Sakkszövetség (FIDE) hivatalosan nyilvántart. A rekordok közé tartozik az Élő-pontszám szerinti örökranglista, amely rögzíti az egyes országok színeiben elért legmagasabb pontszámot.
Az Élő-pontrendszer szerinti listák csak azokat az adatokat tartalmazzák, amelyeket az Élő-pontrendszer bevezetését követően (1970) értek el. A historikus pontszámítás szerinti listák legfeljebb összehasonlító jellegűek, hivatalos elismerésükre több ok miatt sincs lehetőség.
A Nemzetközi Sakkszövetség (FIDE) hivatalos abszolút világranglistát 1967-től, női világranglistát 1969-től tart nyilván.

## Sakkozók örökranglistája
A sakkozók örökranglistája tartalmazza azoknak a nagymestereknek a nevét, akik az Élő-pontrendszer bevezetését követően elérték a szupernagymesteri szintet jelentő 2700 pontot, valamint külön listában azoknak a női sakkozóknak a nevét, akik elérték a 2500 pontot.
A listákban feltüntetésre kerül az egyéni rekord elérésének első időpontja, valamint az, hogy ez a pontszám milyen rekordnak tekinthető.
A 2800-as határt 2020. márciusig 13 versenyző szárnyalta túl. Az abszolút listán a 2700-as határt 2000-ig hat versenyző, 2009-ig 24 versenyző lépte át. 2020. márciusban a listán 121 olyan név szerepel, akik legalább egyszer életükben elérték a 2700 pontot. A listát 2020. márciusban a norvég Magnus Carlsen vezette 2882 Élő-ponttal, amelyet 2014. májusban ért el.
A magyar versenyzők közül öten szerepelnek az abszolút örök világranglista első 100 helyezettje között, köztük Polgár Judit mint a világon a legmagasabb Élő-pontszámot elért női versenyző. Mellette Lékó Péter, Rapport Richárd, Almási Zoltán és Berkes Ferenc.
A női listán a 2700-as határt 2020. márciusig egyedül Polgár Judit lépte át. A 2600-as határt 2020. márciusig hat versenyző szárnyalta túl. A 2500-as határt 2000-ig hat versenyző, 2009-ig 21 versenyző lépte át. 2020. márciusban a listán 52 olyan név szerepel, akik legalább egyszer életükben elérték a 2500 pontot. A női listát 2020. márciusban Polgár Judit vezette 2735 ponttal, amelyet 2005. júliusban ért el.
A női listában 2020. márciusig négy magyar található: Polgár Judit mellett testvérei Polgár Zsuzsa és Polgár Zsófia, valamint a vietnami származású magyar állampolgár Hoang Thanh Trang, aki magyar színekben érte el legjobb Élő-pontszámát.

## A legmagasabb Élő-pontszám változása
| Versenyző       | Élő-p. | Elérés ideje |
| --------------- | ------ | ------------ |
| Bobby Fischer   | 2760   | 1971-01      |
| Bobby Fischer   | 2785   | 1972-01      |
| Garri Kaszparov | 2800   | 1990-01      |
| Garri Kaszparov | 2805   | 1993-01      |
| Garri Kaszparov | 2815   | 1993-07      |
| Garri Kaszparov | 2820   | 1997-07      |
| Garri Kaszparov | 2825   | 1998-01      |
| Garri Kaszparov | 2851   | 1999-07      |
| Magnus Carlsen  | 2861   | 2013-01      |
| Magnus Carlsen  | 2872   | 2013-02      |
| Magnus Carlsen  | 2881   | 2014-03      |
| Magnus Carlsen  | 2882   | 2014-05      |

## A világranglista élén töltött idő

### Férfiak
A hivatalos világranglista 1971. júliusi első megjelentetése óta hét versenyző foglalta el az első helyet. Közülük hatan pályafutásuk során elérték a világbajnoki címet, egyedül a bolgár Veszelin Topalov aki úgy állt a ranglista élén, hogy nem volt klasszikus világbajnok, de 2005−2006 között a FIDE világbajnoka volt. Vlagyimir Kramnyik és Borisz Szpasszkij világbajnoki regnálásuk idején nem álltak a világranglista élén.
Magyarázat: (Vastagítva a még aktív versenyzők)

Hónap: a világranglista élén eltöltött hónapok száma

Max. Élő-p.: A versenyző által a pályafutása során elért legmagasabb Élő-pontszám

Életkor: Az első élre kerülés idején betöltött életkor

Dátum: Az első élre kerülés dátuma

Élő-p. Az első élre kerüléskori Élő-pontszám
| Versenyző          | Ország                    | Hónap | Max. Élő-p. | Életkor       | Dátum      | Élő-p. |
| ------------------ | ------------------------- | ----- | ----------- | ------------- | ---------- | ------ |
| Garri Kaszparov    | Szovjetunió · Oroszország | 255   | 2851        | 20 év 263 nap | 1984-01-01 | 2710   |
| Magnus Carlsen     | Norvégia                  | 137   | 2882        | 19 év 32 nap  | 2010-01-01 | 2810   |
| Anatolij Karpov    | Szovjetunió               | 102   | 2780        | 24 év 223 nap | 1976-01-01 | 2695   |
| Bobby Fischer      | Amerikai Egyesült Államok | 54    | 2785        | 28 év 114 nap | 1971-07-01 | 2760   |
| Veszelin Topalov   | Bulgária                  | 27    | 2813        | 31 év 17 nap  | 2006-04-01 | 2804   |
| Visuvanádan Ánand  | India                     | 21    | 2817        | 37 év 111 nap | 2007-04-01 | 2786   |
| Vlagyimir Kramnyik | Oroszország               | 9     | 2811        | 20 év 190 nap | 1996-01-01 | 2775   |

### Nők
A nőknél a világranglista 1971. júliusi hivatalos bevezetése óta hatan szerepeltek az élen, akik közül a magyar Polgár Judit és a svéd Pia Cramling nem volt női világbajnok a pályafutása során. Polgár Judit egy huzamban 26 év és 1 hónapon keresztül vezette a női világranglistát, de soha nem indult a női világbajnoki címért folyó versengésben, csak a férfiak versenyén indult. Érdekesség, hogy Polgár Judit elsősége miatt az időszak világbajnokai nem kerültek a világranglista élére (Hszie Csün, Csu Csen, Antoaneta Sztefanova, Hszü Jü-hua, Alekszandra Kosztyenyuk, Anna Usenyina). Hou Ji-fan csupán aktív versenyzésének befejezése után, 2015. márciusban tudta Polgár Juditot megelőzni, de a világranglistáról lekerülésének utolsó hónapjában Hou Ji-fan értékszámrontása miatt ismét a ranglista élére került, és világelsőként búcsúzott.
Magyarázat: (Vastagítva a még aktív versenyzők)

Hónap: a világranglista élén eltöltött hónapok száma

Max. Élő-p.: A versenyző által a pályafutása során elért legmagasabb Élő-pontszám

Életkor: Az első élre kerülés idején betöltött életkor

Dátum: Az első élre kerülés dátuma

Élő-p. Az első élre kerüléskori Élő-pontszám
| Versenyző          | Ország       | Hónap | Max. Élő-p. | Életkor       | Dátum      | Élő-p. |
| ------------------ | ------------ | ----- | ----------- | ------------- | ---------- | ------ |
| Polgár Judit       | Magyarország | 312   | 2735        | 12 év 162 nap | 1989-01-01 | 2555   |
| Nona Gaprindasvili | Szovjetunió  | 102   | 2495        | 30 év 59 nap  | 1971-07-01 | 2390   |
| Maia Csiburdanidze | Szovjetunió  | 78    | 2560        | 18 év 349 nap | 1980-01-01 | 2400   |
| Polgár Zsuzsa      | Magyarország | 18    | 2577        | 15 év 73 nap  | 1984-07-01 | 2405   |
| Hou Ji-fan         | Kína         | 13    | 2686        | 21 év 2 nap   | 2015-03-01 | 2686   |
| Pia Cramling       | Svédország   | 12    | 2550        | 19 év 253 nap | 1983-01-01 | 2355   |

## Játszmarekordok

### A leghosszabb játszma
- A legtöbb lépéspárból álló játszmát 1989-ben Belgrádban játszotta Ivan Nikolic és Goran Arsovic. A játszma a 269. lépésben döntetlenül végződött 20 óra 15 perc játék után.[3]
- A leghosszabb ideig tartó játszma Yedael Stepak és Yaakov Mashian között (Tel Aviv, 1980) 24 és fél órán keresztül tartott, és a 193. lépésben ért véget világos győzelmével.[4]
- A legtöbb lépéspárból álló, döntéssel végződött játszma Fressinet és Kosztyenyuk között zajlott 2007-ben Villandryban egy rapid játékban, amelyben világos a 237. lépésben nyert.[5]
- A legtöbb lépéspárból álló, döntéssel végződött játszma hagyományos időbeosztású versenyen a 2013. évi ukrán bajnokságon váltott Neverov−Bogdanovich-játszma volt, amelyet sötét a 210. lépésben nyert meg.[6]
- 2021-ig a leghosszabb világbajnoki döntős játszma a Viktor Korcsnoj és Anatolij Karpov között az 1978-as sakkvilágbajnokságon játszott ötödik játszma volt, amely a 124. lépésben ért véget.[7] Ezt a rekordot döntötte meg a Magnus Carlsen és Jan Nyepomnyascsij között a 2021-es sakkvilágbajnokságon játszott 6. játszma, amely a 136. lépésben ért véget.

### A legrövidebb játszma
A legrövidebb játszma rekordjába nem számítják bele azokat a játszmákat, ahol a mérkőzés megtett lépés nélkül ért véget, mint például a Bobby Fischer és Borisz Szpasszkij közötti 1972-es sakkvilágbajnoksági második játszma, amelyen Fischer nem jelent meg, így azt a táblán megtett lépés nélkül vesztette el.
Tényleges és nem amatőr résztvevőkkel zajló versenyjátszmában a legrövidebb játék 3 lépésig tartott. Az 1984-ben Bela Crkva-ban játszott Djordjevic−Kovacevic-játszma az alábbi lépésekből állt: 1. d4 Hf6 2. Fg5 c6 3.e3 Va5+ és világos látva, hogy elveszti a g5-ön álló futót, feladta a játszmát. Ugyanezek a lépések megismétlődtek az 1998-ban játszott Vassallo–Gamundi-játszmában. Érdekességképpen megemlítendő, hogy ugyanezen lépéseket követően a tisztvesztés után világos nem adta fel az 1999-ben játszott Mory−Hareux-játszmában, és végül döntetlent ért el.

### A legkésőbbi első ütés
A legkésőbb bekövetkező első ütés a 94. lépésben történt az 1969-es junior sakkvilágbajnokság B-döntőjében a Rogoff−Williams-játszmában. A játszma a 221. lépésben döntetlenül végződött, de a 106. lépéstől nincs meg a leírása.

### Ütés nélkül befejeződött leghosszabb játszmák
A leghosszabb ütés nélkül befejeződött játszma Meijfroidt és Lenoir között zajlott 2000-ben Veurnében, amelyben a 72. lépésig egyetlen ütés sem történt, és ekkor világos túllépte a gondolkodási időt. A második leghosszabb ütés nélküli játszmát 1966-ban Polanica Zdrojban a Rubinstein-emlékversenyen játszotta Filipowicz és Smederevac. A 69. lépést követően a 70. lépésben világos az 50 lépéses szabály alapján döntetlent igényelt, mivel az utolsó gyaloglépést a 20. lépésben tették, és ütésre sem került sor.
Az ütés nélkül leghosszabb, döntéssel befejeződött játszma 31 lépésig tartott. 1994-ben Mengenben játszotta Nuber és Keckeisen. A játszmát sötét a 31. lépésben adta fel úgy, hogy addig egyetlen ütés sem történt a játszmában.

### A legkorábbi patt
A legrövidebb, pattállással befejeződött játszma 27 lépésig tartott. Az 1982-ben Ravennában játszott Sibilio−Marietti-játszmában világos szorongatott helyzetéből a 23. lépéssel elkezdett kombináció révén pattba tudott menekülni.

### A legtöbb egymás utáni ütés
A legtöbb, 17 egymást követő ütés rekordját Blodig és Wimmer állította fel a Wildfleckenben 1988-ban játszott játszmájukban, amelyben a 12. - dxc4 és a 20. - Fxe2 lépés között mindkét fél lépése ütés volt. A játszmát sötét a 35. lépésben megnyerte. Ezt a rekordot a 2006-os brit bajnokság Rudd−Roberson-játszmájában beállították, amelyben sötét 15. - dxe5 és 23. - Bxd5 lépése között minden lépés ütés volt. A játszma a 144. lépésben döntetlenül végződött.

### A legtöbb egymást követő ütés ugyanazon a mezőn
A legtöbb egymást követő ütés ugyanazon a mezőn 12 ütés volt, amelyre 1995-ben Ausztriában került sor a Weiss−Burschowsky-játszmában. Sötét 36. - g4 lépését követően a g4-mezőn sorozatos cserékre került sor egészen a 42. - Bxg4 lépésig. A játszmát az 51. lépésben sötét nyerte.

### A legtöbb sakkadás

#### A legtöbb egymás utáni sakkadás
A legtöbb egymás utáni sakkadásra 1995-ben a cseh U16 korosztályos lánybajnokságon került sor a Rebicková−Voracová-játszmában, amelyben a 32. lépéstől kezdődően sötét 74 lépésen át adott sakkot addig, amíg a játszma a 105. lépésében döntetlenben egyeztek meg.

#### A legtöbb sakkadás egy játszmában
Az egy játszmában adott legtöbb sakkadás rekordját az 1991-ben Gausdalban játszott Wegner−Johnsen-játszma tartja. A 200 lépéses játszmában összesen 141 sakkadásra került sor, amelyből 98 volt világosé.

#### A legtöbb sakkriposzt
A legtöbb lépésből álló sakkriposzt rekordját, amelyben a sakkadást a másik fél ellensakkal védte, hat egymás utáni sakkadás tartja. Ezt először a Zarrouati−Brauckman-játszmában (Toulouse, 1990) állították be, ahol a 27. - Hg4+ után a 30. Vxe5+ lépésig mindkét fél ellensakkal védte ki a sakkot.

### A leghosszabb ideig ugyanazon a mezőn

#### Gyalog
A Szalonikiben 1988-ban játszott Seirawan−Xu Jun-játszmában sötét f7-gyalogja 172 lépésen át nem mozdult a helyéről, ekkor leütötték. A játszma a 191. lépésben döntetlenül végződött.
Az 1994-ben Izlandon játszott Vidarsson−Hjartarson-játszmában az 1. e4 e5 lépések után a két gyalog a játszmát befejező 180. lépéskor is ugyanazon a helyen állt.
Az 1998-as Valkesalmi−Agopov-játszmában az 1. c4 c5 2. b3 d5 lépések után a d5-gyalog a 184. lépésig ugyanazon a mezőn állt, ekkor ütötték le.

#### Bástya
A legtöbb egymás utáni sakkadás rekordját is tartó Rebicková–Voracová-meccsen a h1-bástya a 105 lépésig tartó játszmában egyszer sem lépett.

#### Huszár
A Budapesten 1994-ben játszott, a 85. lépésben befejeződött Galanov−Kosanski-játszmában a sötét g8-huszár egyszer sem lépett. A játszmát világos nyerte.

#### Futó
A Tel Avivban 1991-ben játszott 81 lépéses Levitt−Lev-játszmában a c8-on álló sötét futó egyszer sem lépett. A játszmát világos nyerte.

#### Vezér
A 2001-ben San Joséban játszott Alvarado−Carvajal-játszmában a sötét vezér először a 76. lépésben lépett el a helyéről. A játszma a 82. lépésben döntetlenül ért véget.

#### Király
A 2001-ben Cala Galdanában játszott Cacho−Șubă-partiban a sötét király először a 70. lépésben mozdult el a helyéről. A játszma a 79. lépésben döntetlenül ért véget.
A 2003-as Mackenzie−Mason-játszmában a sötét király a 8. lépésben történt sáncolás után 136 lépésen keresztül, a játszma végéig nem mozdult a g8-mezőről.

#### Mindkét király
A 2003-ban Hafnarborgban játszott 47 lépéses Thorhallsson−Johannesson-játszmában a játszma végéig egyik király sem mozdult el a helyéről. A játszmát világos nyerte.

### A legtöbb lépés azonos figurával
Az 1989-es, 255 lépéses Nikolic−Arsovic-játszmában az eredetileg a8-on álló bástya egyedül 156 lépést tett.
A 2004-ben Kusadasiban játszott 174 lépéses Bozkurt−Tanrivermis-játszmában a sötét király összesen 125 lépést tett (109-et egymás után), míg végül a futó és a huszár mattot adott neki.
A leghosszabb ideig egy helyen álló gyalog rekordját is tartó 172 lépéses Seirawan–Xu-játszmában a sötét vezér egyedül 119 lépést tett.
A 174 lépéses Hansen−Kovacev-játszmában (Politiken Cup, 2009) a világos c1-futó egyedül 111 lépést tett.
Az 1889-ben játszott 159 lépéses Lipschütz−Bird-játszmában az eredetileg a b1-en álló világos huszár önmaga 92 lépést tett.
Az 1991-ben játszott 180 lépéses Wegner–Johnsen-játszmában az eredetileg a h2-es mezőn álló világos gyalog összesen 108 lépést tett, ebből 102 lépést vezérként.

### Legkésőbbi sáncolás
Az 1994-ben Detroitban játszott Neshewat−Garrison-játszmában sötét csak a 48. lépésben sáncolt el. A játszmát az 56. lépésben megnyerte.

### A legtöbb vezér a táblán
A 2009-ben Budapesten játszott Szalánczy−Nguyen-játszmában az 58. lépést követően egyszerre hat (három világos és három sötét) vezér játszott a táblán. A játszma a 75. lépésben döntetlenül végződött. Ezt a különleges helyzetet 2011-ben megismételték, és beállították a hatvezéres rekordot az Anton−Franco-játszmában, amelyben a 73. lépést követően szintén hat vezér volt a táblán. Ezt a játszmát világos a 83. lépésben megnyerte.

## Lásd még
- Sakkcsodagyerek